# Éveux (Belgique)
Éveux est un hameau belge de la commune d'Érezée située en province de Luxembourg.
Avant la fusion des communes de 1977, Éveux faisait partie de la commune de Mormont.

## Situation
Ce hameau ardennais se trouve en rive gauche de l'Aisne à 5,5 km au nord d'Érezée le long de la N.876 entre les localités de Fisenne et de Fanzel.

## Description
Blotti au fond de la vallée de l'Aisne parmi les blocs de poudingue du bois de Wéris tout proche, Éveux regroupe ses fermettes bâties en moellons de grès ou peintes en blanc et charpentées de colombages le long de la N.876 ainsi que dans la pittoresque rue des Jardins (en cul-de-sac).
Le hameau possède aussi un ancien moulin à eau.

## Activités et loisirs
On trouve des chambres d'hôtes dans le hameau.
Venant de Wéris et se dirigeant vers Érezée, le sentier de grande randonnée 57 traverse Éveux.